# Serravalle Pistoiese
Serravalle Pistoiese è un comune italiano di 11 853 abitanti della provincia di Pistoia in Toscana.

## Geografia fisica
Serravalle rappresenta un punto di confine tra la piana di Firenze-Prato-Pistoia e la Valdinievole. L'area del comune è divisa in due aree principali, una a Nord caratterizzata da zone collinari che ospitano dei borghi medievali quali Castellina, Serravalle e Vinacciano, l'altra più antica e popolosa, che si estende anche nella zona pianeggiante verso Sud dove si trovano le frazioni di Cantagrillo, Casalguidi e Ponte Stella. Quest'ultima, confinante con il comune di Pistoia, prende il proprio nome dal torrente Stella che la attraversa.
- Classificazione sismica: zona 2 (sismicità medio-alta), Ordinanza PCM 3274 del 20/03/2003
- Classificazione climatica: zona D
- Diffusività atmosferica: bassa, Ibimet CNR 2002

## Storia
I due insediamenti, quello a Nord e quello a Sud, hanno subito eventi e storie differenti. I primi insediamenti sono apparsi nelle colline di San Biagio, successivamente apparve un centro abitato, denominato Casale, nell'area pianeggiante a Sud di Pistoia, centro che venne distrutto dai Longobardi. L'area, in seguito donata ai conti Guidi, prese il nome di Casalguidi che conserva tutt'ora. 
Il primo insediamento di Serravalle alta era invece composto da due rocche, dette di S. Maria e della Nievole; la rocca Nuova fu edificata dai Lucchesi nel 1302. Del castrum si parla in un antico inventario dei beni del comune di Pistoia datato intorno al 1380, in tale documento è elencato il Castrum Serravallis cum muri set turribus muratis circumcirca et cum duabus januis.
Il castello di Serravalle assunse importanza nel XII secolo quando il comune di Pistoia lo fortificò con torri e mura. In questo periodo il castello conobbe un momento di grande sviluppo e per la sua posizione strategica ebbe un ruolo rilevante nelle contese tra guelfi bianchi e neri che caratterizzarono la storia toscana di quegli anni. All'inizio del Trecento, Serravalle venne assediata e presa dai lucchesi, poi conquistata dal condottiero ghibellino Castruccio Castracani. Nel 1351 il castello passò sotto il dominio fiorentino e da allora in poi Serravalle e il suo territorio conobbero un periodo relativamente pacifico interrotto solo da qualche sporadico episodio bellico. Sotto Cosimo I de' Medici fu sede della podesteria e nel 1866 divenne comune del Regno d'Italia.
Al plebiscito del 1860 per l'annessione della Toscana alla Sardegna i "sì" non ottennero la maggioranza degli aventi diritto (700 su totale di 1437), con un astensionismo da record, sintomo dell'opposizione all'annessione.
Nel corso della seconda guerra mondiale, Serravalle Pistoiese fu uno dei comuni toscani designati come luogo di internamento civile per ebrei stranieri. Vi soggiornano i tre componenti di una famiglia ebraica di origine greca e, per un breve periodo, anche un ebreo di origine rumena. A Serravalle giungono come sfollati da Livorno anche i Cittone (padre, madre e 5 figli). Dopo l'8 settembre 1943 e la nascita della Repubblica Sociale Italiana, non si tratta solo di sfuggire ai bombardamenti ma anche agli arresti e alle deportazioni. Il 12 gennaio 1944 l'intera famiglia Cittone è arrestata su denuncia del locale maresciallo dei carabinieri e deportata ad Auschwitz. Fu uno dei nuclei maggiori di ebrei deportati dalla provincia di Pistoia. Solo Sol Cittone, allora una ragazzina di 15 anni, sopravviverà alla prigionia; tornerà dopo 70 anni a Serravalle per una cerimonia organizzata dal Comune in suo onore, il 15 ottobre 2014.

### Simboli
Lo stemma riunisce due emblemi, ripresi da antichi sigilli: quello proprio di Serravalle che in origine era fusato d'argento e d’azzurro e richiamava la figura di una cancellata con riferimento al toponimo inteso come "chiusura di valle", e quello di Larciano (già Lerciano), che adottò la figura del maiale selvatico come arma parlante in quanto animale considerato lercio, sporco.
Luigi Passerini, in Le armi dei municipj toscani del 1864, invece ritiene che si tratti dell'arma di Francesca Forteguerri, moglie di messer Giovanni dei Cancellieri, presente all'interno del palazzo del municipio, formato dell'unione degli stemmi delle famiglie Cancellieri (troncato: nel 1° d'azzurro, al porco passante d'oro; nel 2° d'oro pieno) e Forteguerri (partito di oro e di vaio) ed erroneamente ritenuto simbolo del comune.
Il gonfalone è un drappo di rosso.

## Monumenti e luoghi d'interesse

### Architetture religiose
- Chiesa di Santo Stefano
- Chiesa di San Michele Arcangelo
- Oratorio dei Santi Rocco e Sebastiano (o della Compagnia dell'Assunta)
- Chiesa di San Pietro a Casalguidi
- Chiesa dei Santi Filippo e Giacomo a Castellina, nella quale è una pala del 1628 di Alessio Gimignani[12].
- Chiesa dei Santi Lucia e Marcello a Vinacciano
- Cappella di San Francesco di Paola (Villa Gargani) a Cantagrillo
- Oratorio di San Giustino (Villa de' Rossi) a Castelnuovo

### Architetture civili
- Villa Gargani a Cantagrillo
- Villa di Fontana a Collina
- Villa Montegattoli a Vinacciano
- Villa De' Rossi a Castelnuovo

### Architetture militari
- Torre del Barbarossa
- Rocca Nuova

## Società

### Evoluzione demografica
Abitanti censiti

### Etnie e minoranze straniere

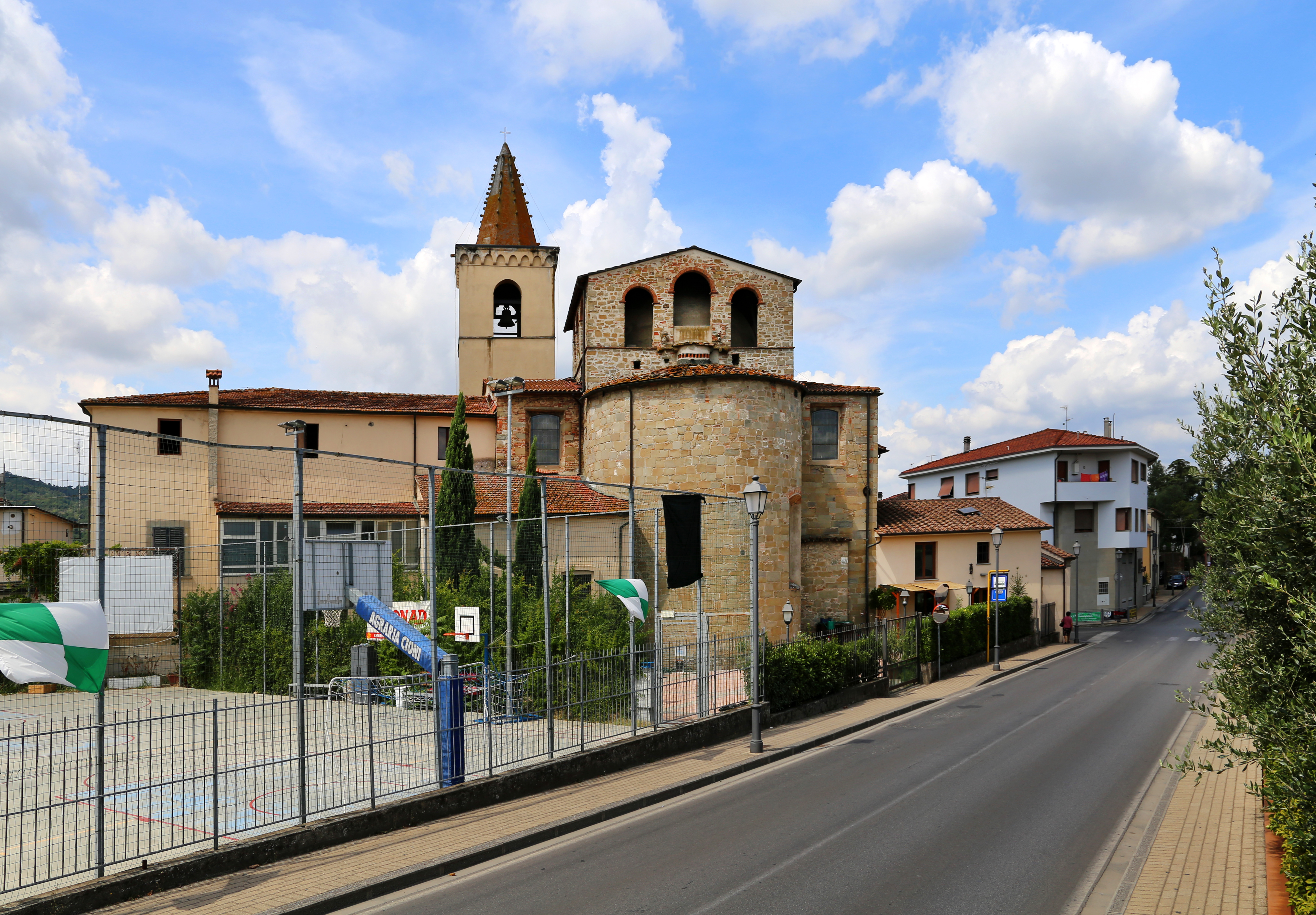
Casalguidi, frazione di Serravalle Pistoiese

Secondo i dati ISTAT al 31 dicembre 2015 la popolazione straniera residente era di 835 persone. Le nazionalità maggiormente rappresentate in base alla loro percentuale sul totale della popolazione residente erano:
- Albania 466 (4,00%)
- Romania 166 (1,42%)
- Marocco 54 (0,46%)
- Polonia 25 (0,21%)

### Tradizioni e folclore
Il Miracolo di San Lodovico  è un'antica tradizione, che risale ai primi del XIV secolo. Esso narra che un giorno arrivarono al castello di Serravalle Pistoiese un pellegrino accompagnato da un bambino chiedendo ospitalità per rifocillarsi e riposare dalle fatiche del loro lungo viaggio. Prontamente e generosamente i serravallini si prodigarono ad accogliere la loro richiesta ed il bambino promise che si sarebbe ricordato in futuro dell'accoglienza data dagli abitanti di questo castello in modo così nobile e misericordioso ai pellegrini. Questo fanciullo in realtà altri non era che Lodovico d'Angiò, figlio di Carlo d'Angiò, re di Napoli ed erede al trono, corona in seguito lasciata per intraprendere la disciplina ecclesiastica, che lo volle prima vescovo e poi santo per le sue opere misericordiose ed i suoi miracoli. Egli tenne fede a questa promessa salvando, molti anni dopo, Serravalle da un pesante assedio. Nell'anno 1306 infatti accadde che i lucchesi, ritornando alla propria città dopo aver partecipato, insieme ai fiorentini all'occupazione ed al sacco di Pistoia, decidessero di punire anche Serravalle, rea ai loro occhi di essere rimasta leale agli statuti del comune di Pistoia nonostante essa fosse stata precedentemente presa e costretta a giurare fedeltà alla signoria dei lucchesi. Il nemico quindi pose subito assalto al castello che era sulla loro strada, ma questo, tenacemente difeso dai suoi abitanti non cedette e fu così messo sotto duro assedio, un accerchiamento durato circa quattro mesi. Allo stremo delle forze, quando il nemico stava dando la scalata alle sue mura, fu indetta nella chiesa principale del castello una solenne orazione: improvvisamente sulla torre più alta apparve la figura di un uomo avvolto in una nube risplendente. Era san Lodovico che, armato nella mano destra di una spada fiammeggiante, faceva cenno con il pastorale di respingere gli assalitori: all'istante una fitta nebbia coprì la roccaforte e una grande forza si abbatté sul nemico che si sentì come ricacciato dalla fortezza. Incredulità e panico per questo evento soprannaturale si impossessò delle milizie nemiche che si dettero a precipitosa fuga tornando alla loro città. Da quel momento san Lodovico divenne il patrono del castello di Serravalle e si istituì di celebrarne "in perpetuo" solennemente la ricorrenza ogni 19 di agosto. Per capire quanto fosse viva la devozione verso il santo, basta considerare che un'antica disposizione del comune prevedeva che tutti i nati nel paese dovevano avere, tra gli altri nomi, anche quello di Lodovico o Lodovica. Recentemente fu data un'ulteriore prova della benevolenza del santo, così come raccontano gli anziani del paese: nella seconda guerra mondiale Serravalle fu occupata dall'esercito tedesco; alla fine della guerra durante la sua ritirata , questi invasori caricarono un treno di esplosivo per farlo detonare nella galleria che passa proprio sotto il centro del paese con l'intenzione di raderlo al suolo. Quando arrivò l'ordine di procedere e vennero premuti ripetutamente i vari inneschi il treno non esplose e il paese fu così salvato per la seconda volta dalla distruzione. La festa patronale di San Lodovico è una tradizione che ha più di sette secoli di vita alle spalle ed è sempre stata osservata con amore e tramandata di generazione in generazione come un diritto e dovere sentito da tutti i serravallini.

## Cultura

### Eventi
La Fiera di Casalguidi è la manifestazione fieristica più importante e antica dei paesi del comune. La prima edizione ufficiale risale al 1885 e, come allora, ancora oggi la fiera è svolta ogni anno a metà di settembre, precisamente il terzo lunedì del mese (anticamente il giorno dedicato alla fiera del bestiame, che era l'ultimo mercato del bestiame della zona prima della stagione invernale). 
Il Palio dei Rioni di Serravalle Pistoiese è una gara fra i rioni istituita nel 1993. La manifestazione consiste in un torneo di tiro con l'arco all'uso medievale ed essa si svolge ogni anno presso la Rocca di Castruccio di Serravalle Pistoiese, nei giorni del 17 e 18 di agosto di ogni anno, giorno antecedente all'importante festa patronale di San Ludovico di Tolosa.
Questa competizione nasce da un episodio storico avvenuto nell'anno 1302 quando il castello di Serravalle fu circondato dalle truppe della coalizione delle città di Lucca e Firenze subendo un assedio durato più di ottanta giorni.

## Infrastrutture e trasporti

### Strade
Il comune di Serravalle Pistoiese è attraversato dall'autostrada A11 (Firenze-Mare). Il capoluogo si raggiunge uscendo al casello di Pistoia per chi proviene da Firenze e al casello di Montecatini Terme per chi proviene dal mare.

### Ferrovie
Il comune di Serravalle Pistoiese è attraversato dalla ferrovia Firenze-Lucca, lungo la quale è presente l'omonima stazione in località Stazione Masotti.

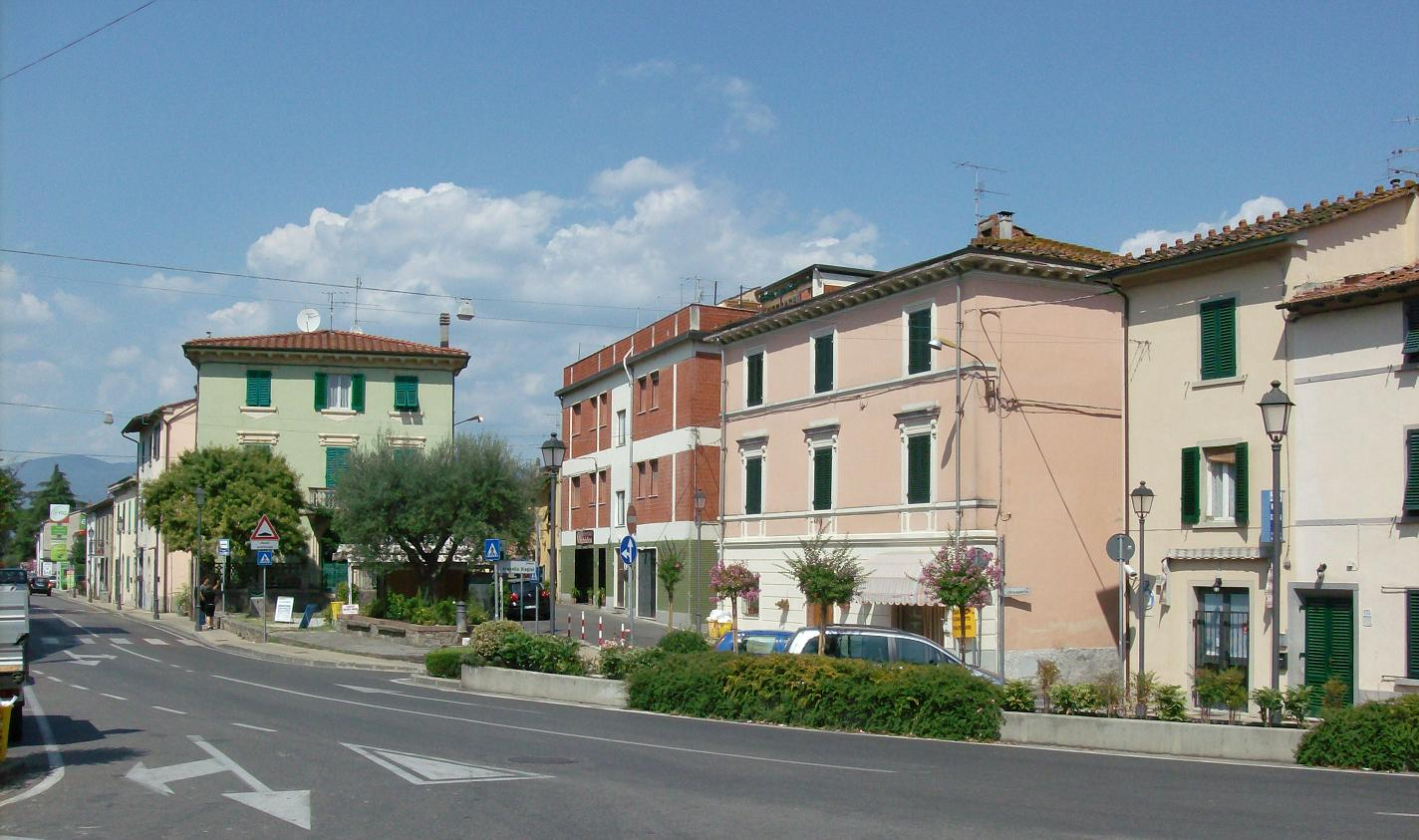
Centro di Cantagrillo, una delle frazioni del comune di Serravalle Pistoiese

## Amministrazione
Di seguito è presentata una tabella relativa alle amministrazioni che si sono succedute in questo comune.
| Periodo           | Periodo          | Primo cittadino         | Partito                                                        | Carica              | Note   |
| ----------------- | ---------------- | ----------------------- | -------------------------------------------------------------- | ------------------- | ------ |
| 18 giugno 1985    | 4 giugno 1990    | Enrico Pratesi          | Partito Comunista Italiano                                     | Sindaco             | [ 14 ] |
| 4 giugno 1990     | 13 aprile 1993   | Enrico Pratesi          | Partito Comunista Italiano, Partito Democratico della Sinistra | Sindaco             | [ 14 ] |
| 21 aprile 1993    | 14 luglio 1993   | Leardo Corsini          | Partito Democratico della Sinistra                             | Sindaco             | [ 14 ] |
| 10 settembre 1993 | 22 novembre 1993 | Antonio Meraviglia      |                                                                | Comm. straordinario | [ 14 ] |
| 22 novembre 1993  | 17 novembre 1997 | Renzo Giusti            | Partito Democratico della Sinistra                             | Sindaco             | [ 14 ] |
| 17 novembre 1997  | 28 maggio 2002   | Renzo Giusti            | Partito Democratico della Sinistra                             | Sindaco             | [ 14 ] |
| 28 maggio 2002    | 29 maggio 2007   | Renzo Mochi             | L'Ulivo                                                        | Sindaco             | [ 14 ] |
| 29 maggio 2007    | 8 maggio 2012    | Renzo Mochi             | L'Unione                                                       | Sindaco             | [ 14 ] |
| 8 maggio 2012     | 12 giugno 2017   | Eugenio Patrizio Mungai | lista civica di centro-sinistra                                | Sindaco             | [ 14 ] |
| 12 giugno 2017    | 13 giugno 2022   | Piero Lunardi           | lista civica di centro-destra                                  | Sindaco             | [ 14 ] |
| 13 giugno 2022    | in carica        | Piero Lunardi           | lista civica di centro-destra                                  | Sindaco             | [ 14 ] |

### Gemellaggi
- Uzerche
- Grafenwörth